# 1262 Sniadeckia
1262 Sniadeckia eller 1933 FE är en asteroid i huvudbältet som upptäcktes den 23 mars 1933 av den belgiske astronomen Sylvain Arend i Uccle. Den har fått sitt namn efter den polske matematikern Jan Śniadecki.
Asteroiden har en diameter på ungefär 71 kilometer.